# Ginnastica agli XI Giochi panafricani
Le competizioni di ginnastica agli XI Giochi panafricani si sono svolte dal 2 al 6 settembre 2015 al Gymnase de Makélékélé di Brazzaville, nella Repubblica del Congo.

## Ginnastica artistica

### Risultati

#### Uomini
| Evento                           | Oro                | Punti   | Argento            | Punti   | Bronzo             | Punti   |
| Ginnastica artistica             |                    |         |                    |         |                    |         |
| Concorso individuale (dettagli)  | Mohamed El Saharty | 69.567  | Mohamed Bourguieg  | 69.033  | Mohamed Metidji    | 68.467  |
| Volteggio (dettagli)             | Mohamed Bourguieg  | 14.600  | Ahmed Anas Maoudj  | 14.188  | Ngcobo Siphamandla | 14.000  |
| Cavallo con maniglie (dettagli)  | Mohamed Aouicha    | 13.600  | Mohamed El Saharty | 13.400  | Hilel Metidji      | 12.325  |
| Anelli (dettagli)                | Ali Ramadan Zahran |         | Ryan Patterson     |         | Mohamed El Saharty |         |
| Sbarra (dettagli)                | Mohamed Reghib     | 14.375  | Mohamed El Saharty | 14.135  | Mohamed Aouicha    | 13.675  |
| Parallele simmetriche (dettagli) | Mohamed El Saharty | 14.575  | Hilel Metidji      | 13.675  | Tiaan Grobler      | 13.250  |
| Concorso a squadre (dettagli)    | Algeria            | 207.900 | Egitto             | 204.867 | Nigeria            | 108.333 |

#### Donne
| Evento                            | Oro             | Punti  | Argento             | Punti  | Bronzo              | Punti  |
| Ginnastica artistica              |                 |        |                     |        |                     |        |
| Concorso individuale (dettagli)   | Kirsten Beckett | 40.133 | Nancy Mohamed Taman | 39.833 | Farah Boufadene     | 39.367 |
| Volteggio (dettagli)              | Farah Boufadene | 13.850 | Claudia Cummins     | 13.633 | Nancy Mohamed Taman | 13.617 |
| Trave (dettagli)                  | Kirsten Beckett | 13.267 | Angela Maguire      | 13.033 | Farah Boufadene     | 12.967 |
| Parallele asimmetriche (dettagli) | Farah Boufadene | 14.100 | Kirsten Beckett     | 13.200 | Tylah Lotter        | 12.800 |
| Concorso a squadre (dettagli)     | Sudafrica       | 42.033 | Egitto              | 40.767 | Algeria             | 39.833 |

## Ginnastica aerobica

### Risultati
| Evento                | Oro                                                     | Punti | Argento                                                   | Punti | Bronzo                                               | Punti |
| Ginnastica artistica  |                                                         |       |                                                           |       |                                                      |       |
| Individuale maschile  | Mercia Gustany Massamba                                 |       | Mafona Tlakiso                                            |       | Sofiane Sahraoui                                     |       |
| Individuale femminile | Sihem Mansouri                                          |       | Dominique Mann                                            |       | Mayssa Ghazouani Chaima Saïs Saoud                   |       |
| Duo misto             | Algeria Sihem Mansouri Sofiane Sahraoui                 |       | Sudafrica Dominique Mann Mafona Tlakiso                   |       | Rep. del Congo Mercia Ntsia Moungondou Delmas        |       |
| Trio misto            | Sudafrica Dominique Mann Terence Ledwaba Mafona Tlakiso |       | Algeria Sourour Mediouni Chaima Saïs Saoud Sihem Mansouri |       | Tunisia Ameni Dhaouadi Nidhal Lotfi Maissa Ghazouani |       |

## Medagliere
| #      | Nazione        | Oro | Argento | Bronzo | Totale |
| ------ | -------------- | --- | ------- | ------ | ------ |
| 1      | Algeria        | 8   | 4       | 8      | 20     |
| 2      | Sudafrica      | 4   | 7       | 3      | 14     |
| 3      | Egitto         | 3   | 5       | 2      | 10     |
| 4      | Rep. del Congo | 1   | 0       | 1      | 2      |
| 5      | Tunisia        | 0   | 0       | 2      | 2      |
| 6      | Nigeria        | 0   | 0       | 1      | 1      |
| Totale | Totale         | 16  | 16      | 17     | 49     |